# Lill-Fängsjön
Lill-Fängsjön är en sjö i Sollefteå kommun i Ångermanland och ingår i Ångermanälvens huvudavrinningsområde. Sjön har en area på 0,394 kvadratkilometer och ligger 311 meter över havet. Sjön avvattnas av vattendraget Tjålmsjöån.

## Delavrinningsområde
Lill-Fängsjön ingår i det delavrinningsområde (703912-156349) som SMHI kallar för Utloppet av Lill-Fängsjön. Medelhöjden är 335 meter över havet och ytan är 2,63 kvadratkilometer. Det finns inga avrinningsområden uppströms utan avrinningsområdet är högsta punkten. Tjålmsjöån som avvattnar avrinningsområdet har biflödesordning 3, vilket innebär att vattnet flödar genom totalt 3 vattendrag innan det når havet efter 81 kilometer. Avrinningsområdet består mestadels av skog (72 procent). Avrinningsområdet har 0,39 kvadratkilometer vattenytor vilket ger det en sjöprocent på 14,9 procent.